# ケイトリン・ジェンナー
ケイトリン・マリー・ジェンナー（Caitlyn Marie Jenner、出生名： ブルース・ジェンナー（William Bruce Jenner）、1949年10月28日 - ）は、アメリカ合衆国の陸上競技選手。十種競技の元世界記録保持者で、1976年モントリオールオリンピックの金メダリストである。トランスジェンダーであることを公表し、女性名のケイトリンに改名した。

## 経歴
ジェンナーはもともとアメリカンフットボールの選手であったが、ひざの怪我のため陸上競技に転向する。
1972年ミュンヘンオリンピックの十種競技のアメリカ代表には何とかギリギリで選ばれた。このオリンピックでは10位に終わっている。
これ以後ジェンナーの競技力は急速に進歩し、1974年には初めて8000点の大台を突破し、同年8月には8308点を記録するまでになる。
1975年8月に、アメリカとポーランドとソ連の十種競技の強豪たちによる国際大会がユージーンで開催され、ジェンナーは8524点という高得点をたたき出しアメリカを優勝に導いた。この大会では、ミュンヘンの金メダリストであるニコライ・アビロフに勝った上、アビロフの持っていた世界記録を更新する世界新記録であった。
1976年にジェンナーはユージーンで行われるオリンピック選考会に出場した。ここで8538点という自己の世界記録をさらに更新し、余裕でオリンピック出場を決めた。
モントリオールオリンピックでは、ジェンナーの独り舞台となった。ただ金メダルを獲得するだけでなくライバルたちを完膚なきまでに叩きのめした。15m35を投げた砲丸投のほかいくつかの種目では自己ベストを記録、結局2位に200点以上の差をつけ、8618点の世界新記録で金メダルを獲得した。同年ジェームスサリバン賞を受賞。
ジェンナーはオリンピック後引退する。
1980年には映画「ミュージック・ミュージック」で俳優デビュー。刑事ドラマ「白バイ野郎ジョン&パンチ」第5シーズンにも出演している。
2021年4月23日、カリフォルニア州知事選への出馬を表明した。

## 主な実績

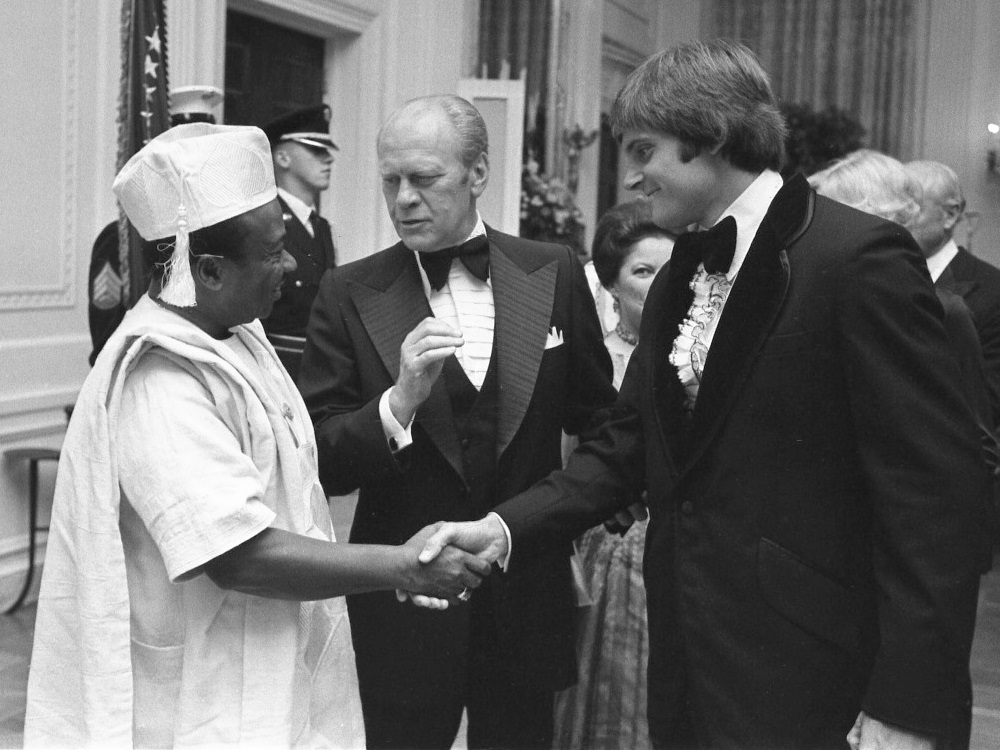
ジェラルド・フォード大統領、ウィリアム・R・トルバート・リベリア大統領と

| 年   | 大会                   | 場所                       | 種目     | 結果 | 記録   |
| ---- | ---------------------- | -------------------------- | -------- | ---- | ------ |
| 1975 | パンアメリカンゲームズ | メキシコシティ（メキシコ） | 十種競技 | 金   | 8045点 |
| 1976 | オリンピック           | モントリオール（カナダ）   | 十種競技 | 金   | 8618点 |

## 私生活
ニューヨーク州のマウントキスコ村で生まれた。父は樹木医。離婚後、母は俳優のゲイリー・ビジーの父と再婚。当時ジェンナーは高校生であった。
1972年にクリスティーという女性と結婚。初婚で息子のバート（1978年生）、ケーシー（1980年6月10日生）が生まれ、
1980年に離婚。
1981年にエルヴィス・プレスリーの元恋人（1972年～1976年)であるリンダ・トンプソンと結婚。ブランドン（1981年6月4日生）、ブロディが生まれ、1983年に離婚。
その後、弁護士ロバート・カーダシアンの元妻であるクリス・ジェンナーと結婚。彼女との間にはケンダル・ジェンナー（1995年11月3日生）とカイリー・ジェンナー（1997年8月10日）がいる。2015年に離婚。
クリスとロバートとの間にはコートニー・カーダシアン、キム・カーダシアン、クロエ・カーダシアン、ロブ・カーダシアンがいた。よって、義子も含めると10人の子供がいることになる。
2015年にクリスと離婚、4月に、自身がトランスジェンダーであることをABCのテレビ番組で明かした。このことについて最初の妻には結婚初年に告白し、二番目の妻とは告白後に夫婦でセラピーも受けていた。
2015年、「ケイトリン・ジェンナー」として米 Vanity Fair誌7月号で女性となった姿を公表した。改名後、6月1日に新たに開設したTwitterアカウントは4時間でフォロワー数100万人を突破、バラク・オバマの記録を1時間上回り最速記録を更新した。9月25日にはロサンゼルスの裁判所が法的な改名と性別変更を認めた。

## 性的指向
ジェンナーは結婚歴はあるものの、性的指向は無性愛者である。
ただし、以前は男性に性的に惹かれることはなかったと断言していたが、「私を女性として扱ってくれる男性がいたら、とても魅力的に感じる」と語っている。